# Charaxes basiviridis
Charaxes basiviridis är en fjärilsart som beskrevs av Van Someren 1969. Charaxes basiviridis ingår i släktet Charaxes och familjen praktfjärilar. Inga underarter finns listade i Catalogue of Life.